# بروتين التصلب
بروتين التصلب هو عضو في عائلة اللولب الأساسي-الحلقة اللولبية لعوامل النسخ. حاليًا حُدِّدَ جينين (تصلب متجانس أ (الماوس) وتصلب متجانس ب (الماوس) على التوالي) لترميز بروتينات التصلب المتطابقة.

## وظيفة
يعتقد أن الخلايا السلفية المعبرة عن التصلب المبكر تؤدي في نهاية المطاف إلى تكوين أنسجة الأوتار ومرفقات العضلات الأخرى. يشارك التصلب في تكوين الأديم المتوسط ويُعبَّرُ عنه في السينديتوم (مجموعة من الأنسجة الجنينية التي تتطور إلى الأوتار والأوعية الدموية) من الجسيدة النامية (أجزاء بدائية أو مقصورات من الأجنة).

## تحفيز تعبير التصلب
يتم تحديد موقع السينديتوم داخل الجسيدة بواسطة عامل نمو الأرومة الليفية يفرز من مركز الميوتوم (مجموعة من الأنسجة الجنينية التي تتطور إلى العضلات الهيكلية) ثم يحث عامل نمو الأرومة الليفية التصلب الأمامي والخلفي المجاور (مجموعة من الأنسجة الجنينية التي تتطور إلى الهيكل العظمي المحوري) لتبني مصير خلية الوتر. هذا يضع في النهاية الخلايا المستقبلية المعبرة عن التصلب بين نوعي الأنسجة اللذين ستنضم إليهما في النهاية.
سيظهر تعبير التصلب في جميع أنحاء التصلب بأكمله (بدلًا من التصلب الأمامي والخلفي مباشرة للميوتوم) مع تعبير مفرط عن عامل نمو الأرومة الليفية 8، مما يدل على أن جميع خلايا التصلب قادرة على التعبير عن التصلب استجابة لإشارات عامل نمو الأرومة الليفية. في حين ثبت أن تفاعل عامل نمو الأرومة الليفية ضروري للتعبير عن التصلب، إلا أنه لا يزال من غير الواضح ما إذا كان مسار إشارات عامل نمو الأرومة الليفية يحفز السينديتوم مباشرة على إفراز التصلب، أو بشكل غير مباشر من خلال مسار إشارات ثانوي. على الأرجح، يمكن للخلايا السينديتومية، من خلال القراءة الدقيقة لتركيز عامل نمو الأرومة الليفية (القادم من العضل)، تحديد موقعها بدقة والبدء في التعبير عن التصلب. يتبع الكثير من التطور الجنيني هذا النموذج لتحفيز مصائر خلايا معينة من خلال قراءة تدرجات تركيز جزيء الإشارة المحيطة.

## خلفية
لقد ثبت أن عوامل النسخ اللولب الأساسي-الحلقة اللولبية لها مجموعة واسعة من الوظائف في العمليات التنموية. بتعبير أدق، لديهم أدوار حاسمة في التحكم في التمايز الخلوي والتكاثر وتنظيم تكوين الأورام. حتى الآن، بُلِّغَ عن 242 بروتينًا حقيقي النواة ينتمي إلى عائلة لولب-حلقة-لولب الفائقة. لديهم أنماط تعبير متنوعة في جميع حقيقيات النوى من الخميرة إلى البشر.
من الناحية الهيكلية، تتميز بروتينات اللولب الأساسي-الحلقة اللولبية ب "مجال محفوظ للغاية يحتوي على امتداد من الأحماض الأمينية الأساسية المجاورة للولبي ألفا متقابل الزمر مفصول بحلقة"
هذه اللوالب لها خصائص وظيفية مهمة، وتشكل جزءًا من مجالات ربط الحمض النووي وتنشيط النسخ. فيما يتعلق بالتصلب، تمتد منطقة اللولب الأساسي-الحلقة اللولبية من بقايا الأحماض الأمينية من 78 إلى 131. ومن المتوقع أيضًا أن تقع منطقة غنية بالبرولين بين المخلفات 161-170. عُثِر على امتداد من المخلفات الأساسية، والتي تساعد في ربط الحمض النووي، بالقرب من الطرف الأميني من التصلب.
ثبت أن بروتينات لولب-حلقة-لولب التي تفتقر إلى هذا المجال الأساسي تنظم بشكل سلبي أنشطة بروتينات اللولب الأساسي-الحلقة اللولبية وتسمى مثبطات التمايز. تعمل بروتينات لولب-حلقة-لولب الأساسية بشكل طبيعي كثنائيات وترتبط بتسلسل الحمض النووي الريبوزي منقوص الأكسجين سداسي النوكليوتيد المحدد (CAANTG) المعروف باسم الصندوق المحسن وبالتالي تشغيل التعبير عن الجينات المختلفة المشاركة في
التطور الخلوي والبقاء على قيد الحياة.